# Комітет Верховної Ради України з питань національної безпеки, оборони та розвідки
Комітет Верховної Ради України з питань національної безпеки, оборони та розвідки — утворений 29 серпня 2019 у Верховній Раді України IX скликання. 

## Склад
У складі комітету 20 депутатів, які працюють у 7-ми підкомітетах (точний склад невідомий):
1. підкомітет запровадження цінностей і стандартів НАТО, міжнародного військового співробітництва та миротворчості. 1 листопада 2023 року перетворено на підкомітет з питань міжнародного військового співробітництва, інтеграції до НАТО та Європейського Союзу;
2. підкомітет з державної безпеки, оборони та оборонних інновацій (9 січня 2024 року доповнено назву текстом «та оборонних інновацій»);
3. підкомітет з питань оборонної промисловості та технічної модернізації;
4. підкомітет з питань нагляду за діяльністю державних органів спеціального призначення з правоохоронними функціями, правоохоронних органів, правоохоронних органів спеціального призначення та розвідувальних органів;
5. підкомітет по соціальним питанням у сферах національної безпеки і оборони;
6. підкомітет з питань безпеки у кіберпросторі, урядового зв’язку, криптографічного захисту інформації (створено 23 серпня 2023 року);
7. підкомітет з питань демократичного цивільного нагляду і контролю (створено 1 листопада 2023 року).

Щонайменше 8 працівників Комітету не мають досвіду у військовій сфері (Олександр Завітневич, Юрій Мисягін, Ірина Верещук, Ігор Копитін, Соломія Бобровська, Вадим Івченко, Олена Хоменко та Ірина Фріз).
| Народний депутат                  | Депутатська група (фракція)     | Посада |
| --------------------------------- | ------------------------------- | --- |
| Завітневич Олександр Михайлович   | Слуга народу                    | Голова Комітету (з 29 серпня 2019) |
| Забродський Михайло Віталійович   | Європейська Солідарність        | Перший заступник голови Комітету (29 серпня 2019 – 20 березня 2023) |
| Безугла Мар'яна Володимирівна     | Слуга народу                    | Заступник голови Комітету (з 29 серпня 2019) Голова підкомітету запровадження цінностей і стандартів НАТО, міжнародного військового співробітництва та миротворчості (4 вересня 2019 – 1 листопада 2023) Голова підкомітету з питань демократичного цивільного нагляду і контролю (з 1 листопада 2023) |
| Мисягін Юрій Михайлович           | Слуга народу                    | Заступник голови Комітету (з 29 серпня 2019) |
| Чернєв Єгор Володимирович         | Слуга народу                    | Заступник голови Комітету (з 6 жовтня 2022) Голова підкомітету з питань міжнародного військового співробітництва, інтеграції до НАТО та Європейського Союзу (з 1 листопада 2023) |
| Костенко Роман Васильович         | Голос                           | Секретар Комітету (з 29 серпня 2019) |
| Верещук Ірина Андріївна           | Слуга народу                    | Член Комітету (29 серпня 2019 – 4 вересня 2019) Голова підкомітету з державної безпеки та оборони (4 вересня 2019 – 4 листопада 2021) |
| Веніславський Федір Володимирович | Слуга народу                    | Член Комітету (29 серпня 2019 – 26 січня 2022) Голова підкомітету з державної безпеки та оборони (26 січня 2022 – 9 січня 2024) Голова підкомітету з державної безпеки, оборони та оборонних інновацій (з 9 січня 2024)                                                                                |
| Копитін Ігор Володимирович        | Слуга народу                    | Член Комітету (29 серпня 2019 – 4 вересня 2019) Голова підкомітету з питань оборонної промисловості та технічної модернізації (з 4 вересня 2019) |
| Арахамія Давид Георгійович        | Слуга народу                    | Член Комітету (29 серпня 2019 – 4 вересня 2019) Голова підкомітету з питань нагляду за діяльністю державних органів спеціального призначення з правоохоронними функціями, правоохоронних органів, правоохоронних органів спеціального призначення та розвідувальних органів (з 4 вересня 2019)         |
| Березін Максим Юрійович           | Слуга народу                    | Член Комітету (29 серпня 2019 – 4 вересня 2019) Голова підкомітету по соціальним питанням у сферах національної безпеки і оборони (з 4 вересня 2019) |
| Федієнко Олександр Павлович       | Слуга народу                    | Член Комітету (6 жовтня 2022 – 23 серпня 2023) Голова підкомітету з питань безпеки у кіберпросторі, урядового зв'язку, криптографічного захисту інформації (з 23 серпня 2023) |
| Герасименко Ігор Леонідович       | Слуга народу                    | Член Комітету (з 29 серпня 2019) |
| Здебський Юрій Вікторович         | Слуга народу                    | Член Комітету (з 29 серпня 2019) |
| Касай Геннадій Олександрович      | Слуга народу                    | Член Комітету (з 29 серпня 2019) |
| Ковальов Олександр Іванович       | Довіра, Відновлення України     | Член Комітету (з 29 серпня 2019) |
| Льовочкін Сергій Володимирович    | ОПЗЖ, Платформа за життя та мир | Член Комітету (29 серпня 2019 – 21 березня 2023) |
| Парубій Андрій Володимирович      | Європейська Солідарність        | Член Комітету (з 29 серпня 2019) |
| Рахманін Сергій Іванович          | Голос                           | Член Комітету (з 29 серпня 2019) |
| Требушкін Руслан Валерійович      | Позафракційний                  | Член Комітету (29 серпня 2019 – 16 грудня 2020) |
| Бобровська Соломія Анатоліївна    | Голос                           | Член Комітету (з 6 жовтня 2022) |
| Івченко Вадим Євгенович           | Батьківщина                     | Член Комітету (з 6 жовтня 2022) |
| Хоменко Олена Вікторівна          | Слуга народу                    | Член Комітету (з 6 жовтня 2022) |
| Фріз Ірина Василівна              | Європейська Солідарність        | Член Комітету (з 3 травня 2023) |

## Предмет відання
Предметом відання Комітету є:
- національна безпека України;
- організація та діяльність органів служби безпеки, розвідки і контррозвідки, захист державної таємниці;
- правовий режим державного кордону, воєнного та надзвичайного стану;
- оборонно-промисловий комплекс, державна система страхового фонду документації, військове та військово-технічне співробітництво України з іншими державами, а також участь України в міжнародних миротворчих операціях;
- державна політика у сфері оборони;
- боротьба з тероризмом;
- здійснення цивільного, у тому числі парламентського, контролю над Воєнною організацією держави;
- військова служба, Збройні Сили України, інші військові формування, утворені відповідно до законів України, та їх реформування;
- альтернативна (невійськова) служба;
- соціальний і правовий захист військовослужбовців та членів їх сімей;
- військова наука та освіта;
- державна система спеціального зв'язку;
- космічна діяльність (в частині питань, що належать до сфери національної безпеки та оборони);
- законодавство про забезпечення безпеки об'єктів критичної інфраструктури.